# Роланд I Ратот
Роланд (I) Ратот (венг. Rátót nembeli (I.) Roland; ок. 1215—1277/1278) — крупный венгерский магнат, который занимал несколько важных придворных должностей в течение десятилетий. Он также был предком семьи Пакши.

## Семья
Роланд I родился около 1215 года в венгерском клане Ратот. Один из сыновей Доминика I Ратота, который служил в качестве главы казначейства в 1238—1240 годах. Он был убит в битве с монголами в долине Мохи в 1241 году. Предками рода Ратот были два нормандских рыцаря (Оливер и Ратольд) из Казерты, (Италия), которые переселились в Венгрию около 1097 года во время правления Коломана, короля Венгрии. Самым ранним известным предком Роланда был его прадед Леустах I Ратот, воевода Трансильвании во второй половине 12-го века. У Роланда было три брата, Иштван, предок дворянских родов Пастои, Тари и Какаш де Каза. Семья Путноки происходила от Оливера I. Леустах II был отцом палатина Венгрии Роланда II Ратота (? — 1307), а также предком ветвей Jolsvai, Serkei и Feledi. Их единственная сестра вышла замуж за Мориса II Пока, сына барона Миклоша Пока.
У Роланда было два сына от неизвестной жены: Матьяш и Ратольд II (уп. в 1278—1296 годах). У последнего вообще не было потомков. Матьяш Ратот, который вскоре принял фамилию Пакши (или Пакши), женился на одной из дочерей Павла Висонтаи из компольтской ветви клана Аба. Их двумя сыновьями были Роланд и Оливер Пакши, которые занимали важные посты во время правления короля Венгрии Людовика I Великого.

## Начало карьеры
Он был впервые упомянут в исторических актах в 1241 году, когда он занимал должность главного виночерпия после монгольского вторжения в Венгрию и смерти своего отца, который погиб на поле битвы при Мохи. Роланд вскоре был заменен своим шурином Морисом II Поком в этой должности. По словам Ласло Марко, Роланд мог бы быть на своем посту до следующего года. Когда король Бела IV вернулся в Венгрию в мае 1242 года, после ухода монголов, Роланд также сопровождал монарха. Так он провел предыдущие месяцы в Далмации также там, где венгерский королевский двор нашел убежище. С 1242 по 1245 год (или с 1241 по 1246 год, согласно не аутентичным уставам) Роланд Ратот служил главой стюардов, кроме того, он также управлял графством Нитра (1242—1243), а затем графством Шопрон (1244—1245).
В 1246 году Роланд Ратот возглавил королевскую кампанию Белы против герцога Фридриха II Австрийского, который напал на Венгрию и захватил западные графства Мошон, Шопрон и Ваш. Он защищал Шопрон и замок Пожоны. Позже армия Роланда была разбита австрийцами в битве на реке Лейте 15 июня 1246 года, однако Фридрих был убит на поле боя, что привело к окончанию конфликта и междуцарствию в Австрии. После этого Роланд Ратот был назначен королевским судьей в 1247 году и сохранял свой пост, возможно, до 1248 года.

## Первый срок палатина
Роланд Ратот был назначен палатином Венгрии в 1248 году, служа в этом качестве необычайно долгое время в ту эпоху, до 1260 года, проявляя лояльность к королю Беле IV. Он был также ишпаном графства Пожонь в течение этого времени (1248—1260) и ишпаном графства Шопрон в течение короткого времени в 1255 году (его печать сохранилась в том году). До Роланда Ратота палатины действовали как странствующие судьи, путешествуя по всему королевству в 1230-х и начале 1240-х гг. Однако Роланд Ратот отказался от этой практики и в основном слушал дела в Прессбурге (ныне Братислава в Словакии). Роланд Ратот был палатином, который выдал большинство дипломов с точными датами и местами. Большинство его решений касалось северо-западного региона королевства . Например, он издал свои хартии в Прессбурге в 1249, 1251, 1252 (четыре), 1253 (три) и 1255 (два или три) годах. Кроме того, он также проживал в Ольтве (поселение в графстве Дьёр, которое больше не существует), Вашваре, Тренчене (сегодня Тренчин, Словакия), Васке, Мурашомбате (сегодня Мурска Собота, Словакия), Дьёре, Морихиде и Регеде (сегодня Бад-Радкерсбург, Австрия), когда выполнял свои судебные полномочия палатина. Он был последним палатином, который судил над аббатством Паннонхальма (в 1254 и 1255 годах), монастырь получил отказ от привилегий некоторое время спустя. В течение его срока звание палатина Венгрии постепенно превратилось в политическую должность, затмив свои прежние «традиционные» функции (например, судебный процесс).
В течение своего 12-летнего срока Роланд Ратот участвовал, по меньшей мере, в 44 судебных процессах, 28 из которых были сохранены в полном объеме в исторических документах. Соответственно, он действовал как палатин в основном в Трансданубии и постоянно проживал в Прессбурге, где он был ишпаном. Там же Роланд отвечал за охрану северо-западной границы (комитаты Пожоны и Шопрон) от Австрии. Когда король Бела IV пересмотрел земельные наделы своих предшественников и восстановил бывшие королевские поместья, которые сильно повлияли на графство Пожонь, Роланду было поручено это осуществление. Историк Корнель Шовак утверждал, что Роланд Ратот использовал клерикальный персонал Прессбургской капеллы в качестве своего грамотного персонала.
В 1254 году палатин Роланд Ратот участвовал в составлении мирного договора, который был подписан в его резиденции Прессбург 1 мая. В соответствии с договором Оттокар II, который в то же время стал королем Чехии, уступил герцогство Штирия королю Венгрии Беле IV, который также принял титул герцога. Он помог Беле IV в организации и консолидации венгерской администрации в Штирии, он оставался Бад-Радкерсбургом (Регеде) несколько раз в 1250-х годах. Недовольные венгерским правлением, штирийские бароны обратились за помощью к королю Чехии Оттокару II. Бела IV и его союзники вторглись в Моравию, но Оттокар победил их в битве при Кресенбрунне 12 июня 1260 года. Поражение заставило Белу отказаться от Штирии в пользу короля Богемии по условиям Венского мира, который был подписан 31 марта 1261 года после посреднической деятельности Роланда Ратота, который вел переговоры с Оттокаром в течение нескольких месяцев в Австрии.

## Бан Славонии
В 1260 году Роланда Ратота на посту палатина сменил Генрих Кёсеги. В это время возникли трения между королем Белой IV и его старшим сыном и наследником, герцогом Иштваном. Отношение короля к своему младшему сыну, Беле (которого он назначил герцогом Славонии) и дочери, Анне, раздражали Иштвана. После смерти Иштвана Гуткеледа в 1259 или 1260 году, Роланд Ратот был назначен баном Славонии, он появился в исторических актах в этом качестве сначала в августе 1261 года. Роланд служил юному принцу наставником и оплотом в соответствии с желанием короля Белы. В качестве бана он приобрел несколько земель к югу от реки Драва. Роланд также был главой Сплита (Spalato) в 1265—1267 годах.
К концу 1264 года конфликт короля Белы IV и герцога Иштвана перерос в войну. Через несколько месяцев герцог Иштван одержал решительную победу над армией своего отца в битве при Исасеге в марте 1265 года. Вскоре Бела и Иштван подписали мирный договор в монастыре Пресвятой Богородицы на острове Маргит. Роланд Ратот держался в стороне от конфликта, так как в то время он жил недалеко от Загреба. После заключения мира Иштван намеревался ограниченно наказать куманов, с одобрения Белы. Ранее куманы предали Иштвана и присоединились к лагерю короля во время войны. Бела предоставил королевскую армию своему сыну под предводительством Роланда, личность которого была приемлема для герцога Иштвана. Роланд также участвовал в походе против Второго Болгарского царства летом 1266 года, когда Иштван вторгся в Болгарию, захватил Видин, Плевен и другие замки, разгромив болгар в пяти битвах, в результате чего видинский деспот Яков Светослав снова принял сюзеренитет Иштвана.
Однако, несмотря на прежнее соглашение, Роланд Ратот вскоре стал политической жертвой соперничества между Белой IV и Иштваном. Под влиянием интриг лояльных баронов король Бела IV уволил Роланда и заменил его Генрихом Кесеги. Его поместья были также разорены и конфискованы в Славонии. Весьма вероятно, что Бела рассматривал его участие в походе герцога Иштвана против Болгарии как злоупотребление властью, так как король выделил ему войско для умиротворения куманов. Бела IV также мог бояться, что его старший сын и опытный военачальник Иштван соберет себе союзников среди его сторонников во время этих экспедиций. Согласно королевскому документу от 1270 года, изданному Иштваном V, Роланд потерял доверие Белы из-за «обличительных речей и обвинений его врагов» в королевском дворе.

## Поздняя карьера
Иштван V вступил на венгерский престол в 1270 году. Во время своего короткого правления он подарил замок Калник и прилегающие к нему владения Роланду Ратоту, который также стал пожизненным ишпаном графства Калник. Наряду с другими достоинствами, в письме о даровании ему феода также говорится, что Роланд «приятен в разговоре» и «он может расположить к себе других», что отражает влияние рыцарского кодекса в королевском дворе. Внезапная смерть Иштвана V и последующая коронация его десятилетнего сына Ласло IV в августе 1272 года сделали Роланда Ратота одним из самых могущественных баронов в королевстве. Его влияние еще больше возросло в ноябре того же года, когда герцог Мачвы Бела был жестоко убит Генрихом Кесеги, и бароны разделили между собой территорию Мачвы. Роланд Ратот стал палатином и первым баном Мачвы. Он активно участвовал во внутренних конфликтах между двумя баронскими группами, которые возникли в течение последнего десятилетия Белы IV. Вначале Роланд поддерживал баронскую группу Кесеги — Гуткелед против группы клана Чак.
По словам венгерского историка Енё Сюча, Роланду Ратоту удалось во второй раз достичь высшего придворного положения в ноябре 1272 года, потому что две соперничающие баронские группы и номинальная регентша королевства, вдова Елизавета Куманская, считали видимость единства важной еще в первые годы. По мнению Сюча, пожилые уважаемые и престижные бароны, которые были сделаны палатинами и другими главными должностными лицами, такими как Дениш Печ, Эрнье Акош и Роланд Ратот, считались стабильными точками в быстро меняющихся правительствах в течение первых пяти лет правления короля Ласло IV. В мае 1273 года Роланд Ратот был заменен на должностях палатина Венгрии и бана Славонии Лоуренсом, сыном Кемени, союзником клана Кёсеги, и Эгида Моносло, соответственно. Однако в следующем месяце Роланд Ратот снова был палатином и занимал этот пост, по крайней мере, до октября, когда он был отстранен от должности кланом Кёсеги, вместе с другими членами баронской группы клана Чак. В последующие месяцы Роланд постепенно отошел от линии клана Кесеги.
После битвы при Февени в сентябре 1274 года, в которой был убит Генрих Кесеги, Роланд Ратот переметнулся к сторонникам рода Чак и смог стать палатином на четвертый срок. Он сохранял эту должность до июня 1275 года, когда клан Кёсеги, несмотря на предательство покойного Генриха Кесеги, смог сохранить свое влияние, и королевский двор выразил им доверие, когда Миклош Кесеги был избран палатином, заменив Роланда Ратота. После этого Роланд служил в качестве ишпана графства Ваш летом 1275 года. Он также действовал в качестве главы казначейства Елизаветы Сицилийской, королевы Венгрии, в 1275—1276 годах. Кроме того, Роланд был также главой графства Сана в Славонии. В 1277 году Роланд Ратот служил в качестве королевского судьи ровно через тридцать лет после своего первого срока. В этом качестве он представлял венгерских баронов, когда король Ласло IV встретился с королем Германии Рудольфом I в Хайнбурге-на-Дунае 11 ноября, чтобы подтвердить их союз против Оттокара II, короля Богемии. Роланд Ратот скончался в том же 1277 году или в начале 1278 года. Он был упомянут как умерший человек в марте 1278 года.